# Clamiforins
Els clamiforins (Chlamyphorinae) són una subfamília de mamífers de la família dels clamifòrids. Els representants d'aquest grup viuen a Sud-amèrica i tenen un mode de vida excavador. Tenen els ulls petits i els avantbraços, amb urpes grosses per a excavar. Es tracta del tàxon germà dels tolipeutins (armadillos de cua nua, armadillos de tres bandes i armadillo gegant).